# Elio Craparo
Elio Andrés Craparo (Chacabuco, Provincia de Buenos Aires; 21 de julio de 1998) es un piloto argentino de automovilismo. Inició su carrera deportiva en el ambiente de los karting, pasando a debutar profesionalmente en la Fórmula Metropolitana, en el año 2014. Su trayectoria continuó en la divisional TC Pista Mouras de la Asociación Corredores de Turismo Carretera, a la cual se incorporó en el año 2015 y de la que se consagró subcampeón, logrando el pase al TC Mouras para la temporada siguiente de 2016.
Dentro del TC Mouras continuó con su meteórico ascenso y al igual que en su temporada anterior en TCPM, sumó un nuevo subcampeonato a su palmarés, logrando un nuevo ascenso dentro de su carrera deportiva. Finalmente, en el año 2017 debutó en la divisional TC Pista, donde compitió hasta la temporada 2022, tras la cual recibió el ascenso al Turismo Carretera, donde si bien debutó en el año 2016 en calidad de invitado en la competencia de los 500 km de Olavarría, debutó como piloto titular en 2023.
Por otra parte, supo ser parte del grupo de pilotos que participó del campeonato inaugural de la división TC Pista Pick Up, de la cual finalmente se terminó consagrando campeón al comando de una Toyota Hilux del equipo RUS Med Team.

## Resumen de carrera
| Temporadas                     | Categorías                  | Equipos                   | Automóviles          | Carreras | Victorias | Podios | PP    | VR    | Puntos | Pos.  |
| ------------------------------ | --------------------------- | ------------------------- | -------------------- | -------- | --------- | ------ | ----- | ----- | ------ | ----- |
| 2014                           | Fórmula Metropolitana       | Ré Competición            | Crespi-Renault       | 13       | 0         | 2      | 0     | 1     | 70.00  | 7.º   |
| 2014                           | Fórmula 4 Nueva Generación  |                           | Crespi-Audi          | 1        | 0         | 0      | 0     | 0     | 0.00   | Inv.  |
| 2015                           | TC Pista Mouras             | JMT Motorsport            | Dodge Cherokee       | 14       | 5         | 7      | 0     | 2     | 457.00 | 2.º   |
| 2015                           | Fórmula 4 Nueva Generación  |                           | Crespi-Audi          | 1        | 0         | 0      | 0     | 0     | 0.00   | Inv.  |
| 2016                           | TC Mouras                   | JMT Motorsport            | Dodge Cherokee       | 15       | 2         | 7      | 0     | 2     | 552.00 | 2.º   |
| 2016                           | Olavarría 500 de TC         | JMT Motorsport            | Dodge Cherokee       | 1        | 0         | 0      | 0     | 0     | 0.00   | Inv.  |
| 2017                           | TC Pista                    | JMT Motorsport            | Dodge Cherokee       | 15       | 0         | 1      | 0     | 0     | 367.50 | 11.º  |
| 2017                           | TC Pista                    | CM Motorsport             | Ford Falcon          | 5        | 0         | 0      | 0     | 0     | 367.50 | 11.º  |
| 2017                           | Torneo de invitados del TCM | Grupo Tomasello Sport     | Chevrolet Chevy      | 1        | 0         | 0      | 0     | 0     | 26.50  | 22.º  |
| 2017                           | Torneo de invitados del TCM | Motor Car's Competición   | Chevrolet Chevy      | 1        | 0         | 0      | 0     | 0     | 26.50  | 22.º  |
| 2018                           | TC Pista                    | Cruzzetti Racing          | Ford Falcon          | 15       | 0         | 1      | 1     | 1     | 361.50 | 13.º  |
| 2018                           | Torneo de invitados del TCM | José C. Paz Racing        | Ford Falcon          | 2        | 0         | 0      | 0     | 0     | 18.00  | 27.º  |
| 2018                           | Torneo de invitados del TCM | Canapino Sport            | Chevrolet Chevy      | 1        | 0         | 0      | 0     | 0     | 18.00  | 27.º  |
| 2018                           | Buenos Aires 1000 de TC     | Renault Sport Torino Team | Torino Cherokee      | 1        | 0         | 0      | 0     | 0     | 0.00   | Inv.  |
| 2019                           | TC Pista                    | Cruzzetti Racing          | Ford Falcon          | 15       | 1         | 4      | 0     | 0     | 464.25 | 6.º   |
| 2020                           | TC Pista                    | Cruzzetti Racing          | Ford Falcon          | 11       | 0         | 0      | 0     | 0     | 309.00 | 9.º   |
| 2021                           | TC Pista                    | Cruzzetti Racing          | Ford Falcon          | 14       | 1         | 2      | 0     | 0     | 457.25 | 3.º   |
| 2022                           | TC Pista                    | Cruzzetti Racing          | Ford Falcon          | 14       | 1         | 1      | 1     | 1     | 331.75 | 10.º  |
| 2022                           | TC Pick Up                  | Octanos Competición       | Ford Ranger          | 2        | 0         | 0      | 0     | 0     | 92.00  | 35.º  |
| 2022                           | TC Pick Up                  | Octanos Competición       | Fiat Toro            | 1        | 0         | 0      | 0     | 0     | 92.00  | 35.º  |
| 2022                           | TC Pick Up                  | Dose Competición          | Chevrolet S10        | 3        | 0         | 0      | 0     | 0     | 92.00  | 35.º  |
| 2023                           | Turismo Carretera           | Hnos. Álvarez Competición | Dodge Cherokee       | 15       | 0         | 0      | 0     | 1     | 218.00 | 25.º  |
| 2023                           | TC Pista Pick Up            | RUS Med Team              | Toyota Hilux         | 12       | 4         | 9      | 6     | 4     | 436.00 | 1.º   |
| 2024                           | Turismo Carretera           | Hnos. Álvarez Competición | Dodge Cherokee       | 12       | 0         | 0      | 0     | 0     | 191.50 | 28.º  |
| 2024                           | Turismo Carretera           | Hnos. Álvarez Competición | Dodge Challenger SRT | 1        | 0         | 0      | 0     | 0     | 191.50 | 28.º  |
| Fuente:                        | [ 6 ]                       | [ 6 ]                     | [ 6 ]                | [ 6 ]    | [ 6 ]     | [ 6 ]  | [ 6 ] | [ 6 ] | [ 6 ]  | [ 6 ] |
| En cursiva: Temporada en curso |                             |                           |                      |          |           |        |       |       |        |       |

## Resultados

### Resultados completos TC Pista Mouras
| Año            | Año            | Fechas | Fechas | Fechas | Fechas | Fechas | Fechas | Fechas | Fechas | Fechas | Fechas | Fechas | Fechas | Fechas | Fechas | Posición final     |
| Equipo         | Automóvil      | Fechas | Fechas | Fechas | Fechas | Fechas | Fechas | Fechas | Fechas | Fechas | Fechas | Fechas | Fechas | Fechas | Fechas | Posición final     |
| 2015           | 2015           | 01     | 02     | 03     | 04     | 05     | 06     | 07     | 08     | 09     | 10     | 11     | 12     | 13     | 14     | Posición final     |
| -------------- | -------------- | ------ | ------ | ------ | ------ | ------ | ------ | ------ | ------ | ------ | ------ | ------ | ------ | ------ | ------ | ------------------ |
| JMT Motorsport | Dodge Cherokee | 4º     | 4º     | 2º     | 1º     | 6º     | 1º     | 11     | 3º     | 1º     | 5º     | 26     | 1º     | 23     | 1º     | 2º (457.00 puntos) |

- [7][8][9]

### Resultados completos TC Mouras
| Año            | Año            | Fechas | Fechas | Fechas | Fechas | Fechas | Fechas | Fechas | Fechas | Fechas | Fechas | Fechas | Fechas | Fechas | Fechas | Fechas | Posición final     |
| Equipo         | Automóvil      | Fechas | Fechas | Fechas | Fechas | Fechas | Fechas | Fechas | Fechas | Fechas | Fechas | Fechas | Fechas | Fechas | Fechas | Fechas | Posición final     |
| 2016           | 2016           | 01     | 02     | 03     | 04     | 05     | 06     | 07     | 08     | 09     | 10     | 11     | 12     | 13     | 14     | 15     | Posición final     |
| -------------- | -------------- | ------ | ------ | ------ | ------ | ------ | ------ | ------ | ------ | ------ | ------ | ------ | ------ | ------ | ------ | ------ | ------------------ |
| JMT Motorsport | Dodge Cherokee | 4      | 25     | 4      | 26     | 3      | 3      | 2      | 5      | 10     | 11     | 22     | 2      | 1      | 1      | 2      | 2º (552.00 puntos) |

## Palmarés

### Automovilismo
| Título     | Categoría        | Marca          | Año  |
| ---------- | ---------------- | -------------- | ---- |
| Subcampeón | TC Pista Mouras  | Dodge Cherokee | 2015 |
| Subcampeón | TC Mouras        | Dodge Cherokee | 2016 |
| Campeón    | TC Pista Pick Up | Toyota Hilux   | 2023 |

### Karting
| Título  | Categoría          | Marca     | Año  |
| ------- | ------------------ | --------- | ---- |
| Campeón | Karting Pre-Junior | Tony Kart | 2011 |